# Absolutely Sweet Marie
(Absolutely Sweet Marie, Bob Dylan)
Absolutely Sweet Marie è una canzone di Bob Dylan, contenuta nel suo doppio album del 1966 Blonde on Blonde. Brano dal ritmo esuberante, il testo di Sweet Marie è pieno di svariate, spesso difficili da scovare, metafore sessuali.

## Il brano
La canzone contiene la famosa frase «To live outside the law you must be honest» ("Devi essere onesto per vivere al di fuori della legge"). Lo scrittore Jonathan Lethem fece notare che esiste una frase molto simile nel film poliziesco del 1958 Crimine silenzioso: «When you live outside the law, you have to eliminate dishonesty» ("Quando vivi al di fuori della legge, devi eliminare la disonestà") e che Dylan "la sentì…, la modificò un poco, e la inserì nel testo della sua canzone".
Secondo quanto riferito da Al Kooper, la canzone venne improvvisata al momento in studio.
Dylan non eseguì dal vivo Absolutely Sweet Marie fino al 1988, da allora la ha interpretata diverse volte, inclusa una versione durante le sessioni per l'album MTV Unplugged che però non fu inclusa nel disco.

## Cover
- I Flamin' Groovies: Jumpin' in the Night (1979); Groovies' Greatest Grooves (1989)
- Ola Magnell: Gaia (1983)
- I Jason & the Scorchers: Fervor (1984); Midnight Roads and Stages Seen (1998); Wildfires & Misfits: Two Decades of Outtakes & Rarities (2002)
- Storing: Butter, Bread and Green Tsiis (1990)
- Rich Lerner: Rich Lerner Performs Songs by Bob Dylan (1990); Napoleon in Rags (2001)
- George Harrison: The 30th Anniversary Concert Celebration (1993)
- Steve Gibbons: The Dylan Project (1998)
- La David Nelson Band: Visions Under the Moon (1999)
- C. J. Chenier: Blues on Blonde on Blonde (2003)
- Les Fradkin: If Your Memory Serves You Well (2006)
- Benjamin Gibbard e Jay Farrar: One Fast Move or I'm Gone (2009)